# Mihai Grecu

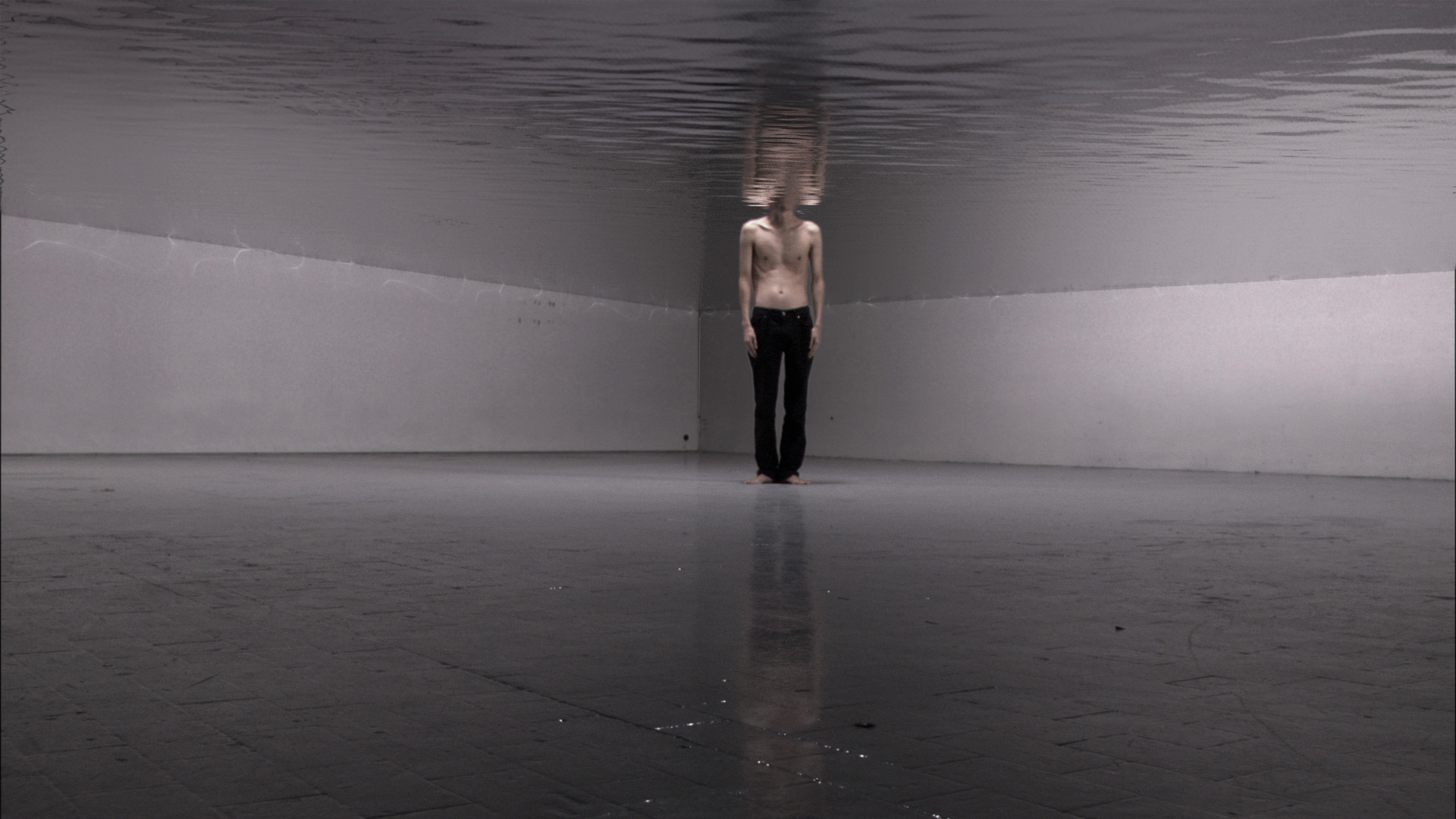
Mihai Grecu „Coagulate”

Mihai Grecu (ur. 28 kwietnia 1981 w Rumunii) – rumuński artysta specjalizujący się w sztuce wideo.
Nabył wykształcenie artystyczne na University of Art and Design w Klużu-Napoce (Rumunia) oraz Ecole Supérieure des Arts Décoratifs w Strasburgu (Francja). Swoje pierwsze prace zaczął realizować w Le Fresnoy – Narodowym Studiu Sztuki Współczesnej we Francji. Najpopularniejsze prace artysty to Coagualate, Centipede Sun, Iridium oraz Unlith.
Jego prace poruszają problematykę związaną ze stresem, halucynacjami, klonowaniem oraz wojną. Pracuje najczęściej na obrazach zarejestrowanych na otwartej przestrzeni oraz w studio. Filozof Dorota Hartwich opisuje prace Mihai Grecu: „W swoich pracach wideo, koncentruje się na strukturze i źródłach strachu; zniekształconym pejzażu, metamorfozie, światłach neonów, alchemii, budują heterogeniczny świat obrazów wideo i animacji 3D.” Zapytany co chciałby powiedzieć odbiorcom przed pokazem jednego ze swoich filmów na Międzynarodowym Festiwalu Filmowym w Rotterdamie mówi"Mam nadzieję, że film pomoże Wam wyjść z tego świata.”

## Wystawy
- Maj 2011: “We’ll become oil”, wystawa indywidualna, Rolf Hengesbach Gallery, Berlin, Niemcy
- Październik 2010: “Coagulate “,wystawa indywidualna, Slash Gallery, Cluj Napoca, Rumunia
- Marzec 2010: “Coagulate”, wystawa indywidualna, Rolf Hengesbach Gallery, Berlin, Niemcy
- Wrzesień 2005/Styczeń 2006: wystawa indywidualna “Labyrinth of my mind”, Le Cube, Issy-les-Moulineaux, Francja
- Listopad 2010: “Mois de la Photographie”, Paris, Francja
- Wrzesień 2010: “Invisible Shadows”, Marta Herford Museum, Herford, Niemcy
- Kwiecień 2010: “Coagulate”, wystawa indywidualna, Centre d’Art La Panera, Lleida, Hiszpania
- Maj 2009: “Loop”, Art Fair, Barcelona, Hiszpania
- Maj 2009: “Maquias de Sonhar” Museum of Contemporary Art Niteroi, Rio de Janeiro, Brazylia
- Grudzień 2008: “Dans la nuit, des images”, Grand Palais, Paris, Francja
- Listopad 2008: “UNLITh/Coagulate” wystawa indywidualna, gallery Art Claims Impulse, Berlin, Niemcy
- Październik 2008: “Video Short List: The Dream Machine”, Passage de Retz, Paris, Francja
- Czerwiec 2008 : “Insomnies”, Maison d’Art Bernard Anthonioz, Nogent, Francja
- Czerwiec 2008 : “Panorama 9-10”, Le Fresnoy, Tourcoing, Francja
- Styczeń 2008 : “Studio”, Galerie Les filles du calvaire, Paris, Francja
- Czerwiec 2007 : “Panorama 8- présumés coupables” Le Fresnoy, Tourcoing, Francja
- Maj 2007: “Sous influences”, ADN Galeria, Barcelona, Hiszpania
- Luty 2007: “Sous influences”, Galerie Magda Danysz, Paris, Francja
- Maj 2006: “Orcaille”, współpraca z Orpaille Collective, Maison Rouge, Paris, Francja
- Wrzesień 2005/Styczeń 2006: wystawa indywidualna, “Labyrinth of my mind”, Le Cube, Issy-les-Moulineaux, Francja
- Lipiec 2005 : “Speedforce”, at the ZKMax, Munich, Niemcy

## Festiwale i nagrody
- Czerwiec 2010: “SCAM”, nagroda za najlepszą pracę sztuki cyfrowej, Paris, Francja
- Czerwiec 2010: “Explora Award” za najlepszą pracę eksperymentalną, Curtocircuito, Santiago de Compostella, Hiszpania
- Marzec 2009: “Vidéoformes”, Clermont-Ferrand, Francja, wyróżnienie za “Coagulate”
- Luty 2009: “Clermont Ferrand Short Film Festival”, Clermont-Ferrand, Francja
- Styczeń 2009: “International Film Festival Rotterdam”, “Tiger Awards”, Holandia
- Listopad 2008: “Festival du Nouveau Cinéma”, Montréal, Kanada
- Październik 2008: “Oslo Screen Festival”, Oslo, Norwegia, nagroda za najlepszy film “Coagulate”
- Styczeń 2008: “International Film Festival Rotterdam”, Holandia, wyróżnienie za “UNLITh”
- Sierpień 2007: “Locarno International Film Festival”, Locarno, Szwajcaria
- Wrzesień 2007/2005: “Videobrasil”, Sao Paulo, Brazylia
- Kwiecień 2008/2005 : “European Media Art Festival”, Osnabrück, Niemcy
- Kwiecień 2008/2007: “Festival Nemo”, Paris, Francja
- Marzec 2008/2005: “Vidéoformes”, Clermont-Ferrand, Francja, pierwsza nagroda za “UNLITh”
- Listopad 2006: “Lausanne underground film festival”, Szwajcaria
- Maj 2005: “International Media Award for Science and Art”, ZKM/SWR, Karlsruhe, Niemcy
- Kwiecień 2005: “Filmfest Dresden”, Niemcy